# La valle dei gatti
La valle dei gatti, noto anche come Gli investigatti (The Houndcats) è un cartone animato prodotto da DePatie-Freleng. La serie venne trasmessa da NBC dal 9 settembre al 2 dicembre del 1972 per un totale di 13 episodi.

## Trama
Liberamente basata sulla serie CBS Missione impossibile e la serie del 1971 Bearcats!, ha come protagonista un gruppo di cinque animali antropomorfi (tre cani e due gatti, da cui il nome Houndcats) intenti a risolvere dei casi nell'America del 1914.
Ciascun episodio inizia con gli Houndcats che ricevono una missione da un fantomatico "capo" i cui messaggi vengono recapitati da un vecchio grammofono, un pianoforte o altri dispositivi, parodizzando la scena del registratore all'inizio della maggior parte degli episodi di Missione impossibile. Tuttavia, la frase conclusiva "questo messaggio si autodistruggerà tra cinque secondi", coglierà sempre gli Houndcats di sorpresa facendoli fuggire dall'esplosione.

## Personaggi
- Stutz: il leader del gruppo. Un gatto rosso sicuro di sè.
- Dingdog: un Briardo braccio destro di Stutz. Indossa un'uniforme della guerra civile americana. È conosciuto per il suo cattivo tempismo e brutto giudizio.
- Mussle Mutt: un cane di razza Old English Sheepdog grande, muscoloso, robusto e ingordo. I suoi occhi sono spesso nascosti dal suo cappello.
- Rhubarb: un cane scienziato. Indossa un lungo cappotto pieno di gadgets e un grande sombrero spesso mostrando solo il suo naso.
- Putty Puss: un piccolo gatto e un esperto nel travestimento.

## Lista episodi
- 1.Missione "Corvo disonesto"
- 2.Missione "Diamante a doppio taglio"
- 3.Missione "Un bottino tutto d'oro"
- 4.Missione "Onda gigante"
- 5.Missione "Superneve"
- 6.L'invenzione più strana mai creata
- 7.Missione "Buoni e cattivi"
- 8.Missione "Attenti al Capitan Ruggine"
- 9.Missione "Operazione francese"
- 10.La pericolosa missione "Piani segreti"
- 11.Il grosso guaio del treno fantasma
- 12.Missione "Dr. Serra e le sue gigantesche piante"
- 13.Missione "Chiamami, Madame X"

## Edizione italiana
Il cartone animato, andato in onda in Italia, sulla neonata Rete 4 (di proprietà Mondadori) dal 4 gennaio 1982, successivamente venne poi passato a Italia 1, e per ultimo sulle principali televisioni locali. A dare le voci di questi personaggi, sono stati: Bruno Cattaneo Muscle Mutt, Sergio Luzi Stutz, Massimo Milazzo Rhubarb